# Bermudy na igrzyskach Wspólnoty Narodów
Bermudy wystartowały po raz pierwszy na igrzyskach Wspólnoty Narodów w 1930 roku na igrzyskach w Hamilton i od tamtej pory reprezentacja wystartowała na wszystkich igrzyskach, oprócz igrzysk w 1950, 1958 i 1962 roku. Jedyny złoty medal dla Bermudów wywalczył skoczek Clarence Nicholas Saunders podczas igrzysk w Auckland w 1990 roku.

## Klasyfikacja medalowa
| Igrzyska          | Złoto | Srebro | Brąz | Razem |
| ----------------- | ----- | ------ | ---- | ----- |
| 1930 Hamilton     | 0     | 0      | 0    | 0     |
| 1934 Londyn       | 0     | 0      | 0    | 0     |
| 1938 Sydney       | 0     | 0      | 0    | 0     |
| 1954 Vancouver    | 0     | 0      | 0    | 0     |
| 1966 Kingston     | 0     | 1      | 0    | 1     |
| 1970 Edynburg     | 0     | 0      | 0    | 0     |
| 1974 Christchurch | 0     | 0      | 0    | 0     |
| 1978 Edmonton     | 0     | 0      | 0    | 0     |
| 1982 Brisbane     | 0     | 0      | 1    | 1     |
| 1986 Edynburg     | 0     | 0      | 0    | 0     |
| 1990 Auckland     | 1     | 0      | 0    | 1     |
| 1994 Victoria     | 0     | 0      | 1    | 1     |
| 1998 Kuala Lumpur | 0     | 1      | 0    | 1     |
| 2002 Manchester   | 0     | 0      | 0    | 0     |
| 2006 Melbourne    | 0     | 0      | 0    | 0     |
| 2010 Nowe Delhi   | 0     | 0      | 0    | 0     |
| Razem             | 1     | 2      | 2    | 5     |

### Według dyscyplin
| Dyscyplina    | Złoto | Srebro | Brąz | Razem |
| ------------- | ----- | ------ | ---- | ----- |
| Lekkoatletyka | 1     | 1      | 2    | 4     |
| Kręglarstwo   | -     | 1      | -    | 1     |
| Razem         | 1     | 2      | 2    | 5     |